# Georg Lörner
Georg Nikolaus Lörner (Monaco di Baviera, 18 febbraio 1899 – Rastatt, 21 aprile 1959) è stato un funzionario tedesco delle SS durante il periodo nazista. Ha servito come vice capo sotto Oswald Pohl, dell'ufficio economico e amministrativo principale delle SS.

## Biografia

### Campi di concentramento
L'Ufficio centrale economico e amministrativo delle SS (WVHA) è stato istituito per gestire le funzioni di quartiermastro e tesoriere delle SS, incluse originariamente anche le Waffen-SS, nonché per gestire le varie imprese finanziarie dell'Allgemeine-SS ed i campi di concentramento.
L'Amtsgruppe B, era responsabile della fornitura di cibo e vestiti per i detenuti dei campi di concentramento e della fornitura di cibo, uniformi, attrezzature e alloggi del campo per le guardie del campo di concentramento delle SS-Totenkopfverbände.
Oswald Pohl era il capo dell'Amtsgruppe W e Lörner era il suo vice. L'Amt W era responsabile del funzionamento e della manutenzione di varie imprese industriali, manifatturiere e di servizi in tutta la Germania e nei paesi occupati, oltre a fornire l'abbigliamento per i detenuti dei campi di concentramento.

## Processo
Loerner era un imputato insieme a suo fratello Hans Lörner (n. 1893, Office 1, Office Group A) nel processo Stati Uniti vs. Pohl et al. È stato giudicato colpevole dei capi 2 (crimini di guerra), 3 (crimini contro l'umanità), 4 (appartenenza a un'organizzazione criminale), e gli è stata comminata la pena di morte, ridotta all'ergastolo e poi commutata a 15 anni. Fu rilasciato dalla prigione di Landsberg il 31 marzo 1954; suo fratello fu condannato a dieci anni e poi rilasciato nel 1951.